# Le Grand-Serre
Le Grand-Serre település Franciaországban, Drôme megyében. Lakosainak száma 949 fő (2022. január 1.). Le Grand-Serre Hauterives, Saint-Christophe-et-le-Laris, Thodure, Lentiol, Saint-Clair-sur-Galaure és Valherbasse községekkel határos.

## Népesség
A település népességének változása:
| Lakosok száma | 800  | 721  | 722  | 771  | 900  | 902  | 912  | 906  | 900  | 949  |
|               | 1968 | 1982 | 1990 | 2006 | 2013 | 2015 | 2017 | 2019 | 2020 | 2022 |